# Dale (Fjaler)
Dale is een plaats in de Noorse gemeente Fjaler, provincie Vestland. Dale telt 987 inwoners (2007) en heeft een oppervlakte van 1,29 km².